# 양말틀

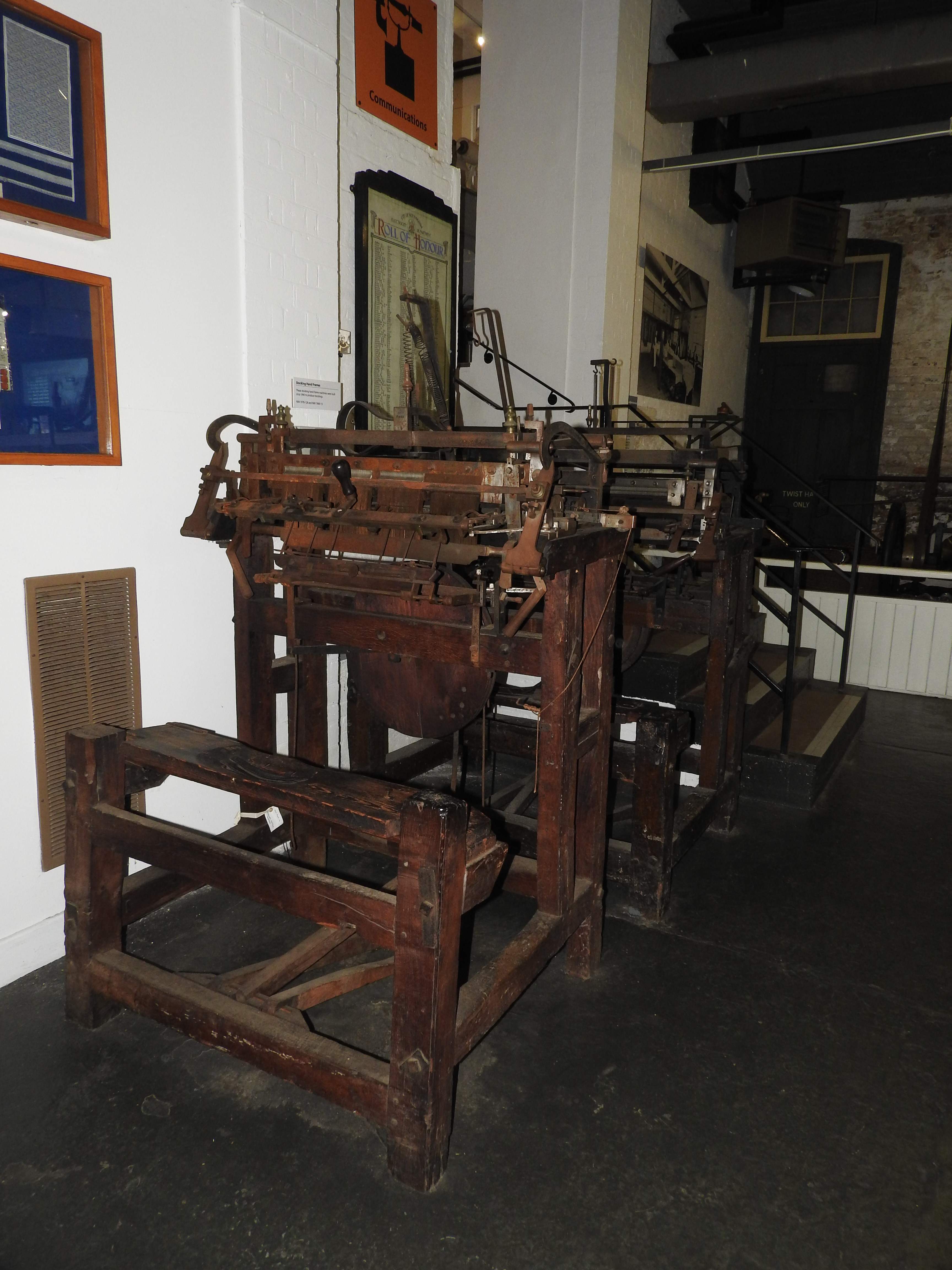

양말틀(영어: stocking frame)은 근세 초기에 사용되던 원시적 편물기다. 1589년 잉글랜드 사람 윌리엄 리가 발명했다. 섬유산업 기계화의 첫 단계로서 2세기 뒤의 산업혁명까지 이어지는 흐름의 첫 단추라는 의미를 갖는다.